# Sterlina di Man
La Sterlina di Man (in inglese Manx Pound; in mannese Punt Manninagh) è la valuta dell'Isola di Man. È suddivisa in 100 pence.

## Unione valutaria con la sterlina
L'Isola di Man è in unione monetaria con il Regno Unito e la sterlina di Man non è una valuta separata, ma l'emissione locale di monete e banconote con la denominazione in sterlina avviene in modo del tutto simile alle banconote emesse in Scozia e in Irlanda del Nord. Può essere scambiata alla pari con il resto delle monete e banconote espresse in sterline. Il tesoro dell'Isola di Man (Isle of Man Treasury) stabilisce che la valuta emessa localmente, la monetazione del Regno Unito e le banconote della Bank of England abbiano corso legale nell'isola.
Per questo motivo ISO 4217 non prevede un codice di valuta separato per la sterlina di Man, ma se un codice distintivo è necessario, in genere è usato IMP.
Generalmente le monete e le banconote del Regno Unito sono accettate nell'Isola di Man. Anche se non vi è alcun impedimento legale, le banconote e le monete dell'Isola di Man non sono in genere accettate invece nel Regno Unito ed i viaggiatori sono avvertiti di cambiarle prima di lasciare l'isola. Tuttavia le monete di Man a volte si intrufolano nella circolazione del Regno Unito, dato che hanno identiche dimensioni e forma delle corrispondenti monete britanniche. Molte banche e Bureau de Change nel Regno Unito cambiano le banconote di Man in quelle britanniche, senza chiedere commissioni aggiuntive. Per aiutare chi viaggia, i bancomat al porto di Douglas e all'aeroporto Ronaldsway rilasciano solo banconote britanniche.

## Storia

### Inizi
Le prime monete dell'Isola di Man furono emesse privatamente nel 1668 da un commerciante di Douglas ed erano monete da un penny uguali alle corrispondenti monete di Carlo II. Questi "Murrey Pennies" divennero moneta legale nel 1679 per un'ordinanza: il Tynwald (il parlamento dell'Isola) mise fuori legge le monetazioni private non ufficiali che erano circolate prima e contemporaneamente al penny di John Murrey. Con questo atto fu anche permessa la circolazione delle monete inglesi nell'isola.

### Svalutazione
A causa delle difficoltà a mantenere il rifornimento necessario di scorte nell'isola, nel 1692 il valore della monetazione di Man fu diminuito e la corona inglese circolava con un valore di 5 scellini e 4 penny (invece di 5 s.), la mezza corona a 2s.8p. (invece di 2s.5p.) e la ghinea a 22 scellini invece di 20. Contemporaneamente il Tynwald proibì anche l'esportazione di monete dall'isola, nel tentativo di mantenere la quantità necessaria.
Nel 1696 ci fu un'ulteriore svalutazione e tutte le monete inglesi d'oro ed argento furono valutate a 14 penny per scellino invece che 12. Tra il 1696 ed il 1840 le monete di rame dell'isola circolavano accanto alle monete prima inglesi e poi britanniche d'oro ed argento ad un tasso di cambio di 14 penny per scellino. Come in Inghilterra c'erano 20 scellini in una sterlina. Di conseguenza 100 sterline (£) valevano £116 13s 4d dell'isola.

### XVIII secolo
Nel 1708 il governo dell'Isola di Man contattò la Royal Mint (zecca reale) e chiese che fosse là battuta la monetazione per l'isola. Il Master of the Mint, Sir Isaac Newton, rigettò la richiesta. Di conseguenza la prima emissione del Governo dell'isola ci fu solo nel 1709. Questa monetazione divenne a corso legale il 24 giugno 1710. Nel 1733 anche il Tynwald vide l'opportunità di proibire la circolazione di ogni moneta che non fosse in metallo prezioso se non quelle emesse dal governo dell'isola.

### XIX secolo
A causa delle somiglianze tra monete dell'Isola di Man e quelle britanniche divenne conveniente cambiare scellini in moneta dell'isola ed esportarli in Gran Bretagna, ricavandone un profitto di £2 per ogni £12 esportate. Ciò avvenne in una scale così rilevante che nel 1830 l'isola divenne quasi completamente priva di monetazione di rame.
Nel tentativo di risolvere questo problema fu introdotta l'idea di abbandonare la monetazione separata dell'Isola di Man a favore delle monete britanniche. Questa proposta fu rifiutata dalla House of Keys, la camera bassa del parlamento dell'isola, ma accolta invece dal governo britannico nel 1839. Fu approvato un atto del parlamento che dichiarava che:
Questo atto rimane legge tuttora.
Ci furono risentimenti a Man per questi cambiamenti, ed alcuni isolani si sentivano defraudati e ci furono dei seri sollevamenti a Douglas (Isola di Man) a Peel. Questi fatti sono noti come la sommossa del 'Copper Row' (la disputa del rame) e furono repressi dalla militia di Man.
La zecca britannica emise un totale di £1000 in monete di rame. In seguito ad un atto nel 1840 queste furono valutate a 12 penny per scellino. Con questa stessa legge tutte le monete emesse prima del 1839 furono dichiarate non più in corso e richiamate dal Board of Customs e scambiate dalla Zecca reale con la nuova moneta al loro valore nominale originale. Dopo il 1839 non furono emesse ulteriori monete dell'Isola di Man e gradualmente divennero scarse e gradualmente furono sostituite nella circolazione dalle monete del Regno Unito. Le monete furono usate nell'isola fino alla decimalizzazione della sterlina nel 1971. Dal 1865 nell'isola furono emesse banconote.

### Decimalizzazione
Nel 1971 il Regno Unito decimalizzò la propria valuta, adottando una sterlina divisa in 100 penny (pence). Il governo dell'Isola di Man, che da 10 anni emetteva proprie banconote, con l'occasione contattò la zecca reale e richiese la propria versione delle nuove monete che furono introdotte nel 1971.

## Monete

### Il penny di Murrey
Il 'penny di Murrey' del 1668 fu il primo a presentare il simbolo del 'triscele' il motto dell'isola "Quocunque Gesseris Stabit" (sic); entrambi gli elementi continuarono a caratterizzare le monete fino ad ora. Il motto fu corretto a "Quocunque Ieceris Stabit" agli inizi del XVIII secolo.

### Monete del Governo
Nel 1709 furono introdotte monete da uno e mezzo penny. Per la prima un totale di £300 e per le seconde £200. Nel 1733 ci fu un'ulteriore emissione: £250 in monete da un penny e £150 per il mezzo penny. Queste monete avevano sia al dritto che al rovescio lo stemma ed il motto del conte di Derby, che era allora Lord of Mann. Lo stemma è costituito da un'aquila che tiene un infante in fasce dentro una culla ed in basso un berretto; il motto recita "Sans Changer".
L'emissione del 1709 era una fusa di bassa qualità prodotta in Inghilterra; quella del 1733 era una moneta battuta di miglior qualità prodotta a Castletown.
Un'altra emissione fu coniata nel 1758 per un totale di £400.
Lo stemma della famiglia Stanley fu sostituito dalla corona ducale del Duca di Atholl su un monogramma A.D. (per il latino Atholl Dux).
Nel 1786 ci fu una nuova emissione con un nuovo tipo che mostrava al dritto la testa di Giorgio III, che era ora il Lord di Mann, e il motto dell'Inghilterra mentre al rovescio era rappresentato il triscele ed il motto dell'Isola. Fu usato il ritratto standard di Lewis Pingo con la corona d'alloro, lo stesso usato nella monetazione britannica.
Alte emissioni ebbero luogo nel 1798 e nel 1813. Come nelle monete precedenti avevano le stesse misure e lega delle monete britanniche e potevano facilmente essere confuse, anche se, visto che il penny di Man valeva 1/14 di scellino, il valore era più basso di quello inglese.
Nel 1839, in seguito al riassetto per cui 12 penny valevano uno scellino, la zecca di Londra emise delle monete in farthings, halfpennies e pennies con l'effigie della regina Vittoria. Queste furono le ultime monete emesse per l'Isola di Man fino al 1971.

### Monetazione decimale
Nel 1971 furono immesse in circolazione monete da ½, 1, 2, 5, 10 and 50 new pence. Tutte avevano la stessa lega e dimensioni delle corrispondenti monete del Regno Unito. Dal 1972 la produzione passò dalla Royal Mint alla Pobjoy Mint, una zecca privata che si trova nel Surrey. La parola "new" fu tolta nel 1976. Nel 1978 fu introdotta la moneta da 1 pound, cinque anni prima che una moneta simile fosse emessa nel Regno Unito. Una moneta da 20 penny
è stata prodotta a fianco di quella britannica e allo stesso modo la moneta bimetallica da 2 pound è stata introdotta nel 1998. Nel 2017 viene introdotta una nuova serie di monete da 5 pence a 2 pounds con un nuovo ritratto della regina e sottoposta ad un restyling completo.
Il dritto delle monete ha lo stesso ritratto di Elisabetta II delle monete britanniche con la legenda ISLE OF MAN sulla sinistra. A differenza di quella britannica, la moneta da un pound non ha una legenda nel contorno.

## Banconote
Nel 1865 fu fondata la "Isle of Man Banking Company" che iniziò a emettere banconote da 1 pound e, dal 1894, anche quelle a 5 pound. La banca mutò il proprio nome in "Isle of Man Bank" nel 1926. Altre banche che hanno emesso banconote (solo da un pound) nell'Isola di Man sono state:
| Banca                                     | Date      |
| ----------------------------------------- | --------- |
| Barclays Bank                             | 1924-1960 |
|                                           |           |
| Lloyds Bank                               | 1919-1961 |
|                                           |           |
| Manx Bank                                 | 1882-1900 |
| Mercantile Bank of Lancashire             | 1901-1902 |
| Lancashire & Yorkshire Bank               | 1904-1927 |
| Martins Bank                              | 1928-1957 |
|                                           |           |
| Parr's Bank                               | 1900-1916 |
| London County Westminster and Parr's Bank | 1918-1921 |
| Westminster Bank                          | 1923-1961 |

Nel 1961 il Tynwald revocò le licenze concesse alla banche di emettere banconote e il governo dell'Isola iniziò ad emettere le sue banconote nei tagli da 10 scellini, 1 e 5 pound. Nel 1969 la banconota da 10 scellini fu sostituita da quella da 50 penny in previsione della decimalizzazione. Il taglio da 20 pound furono introdotti nel 1979. Nel 1983 fu introdotta una banconota in polimeri da 1 pound, dismessa nel 1988 Il biglietto da 50 sterline fu introdotto nel 1983 e quello da 50 penny abolito nel 1989.
L'Isola di Man continua ad emettere banconote da un pound accanto alla moneta dello stesso valore; nel Regno Unito, con l'eccezione della Scozia, la banconota da una sterlina non è più emessa.
La promessa: "promise to pay the bearer on demand" (promette di pagare al portatore su richiesta) è a nome del governo dell'Isola. La banconota da 5 pound mostra un pub, il Castle Arms (noto anche come Glue Pot), che si trova di fronte al Castle Rushen, Castletown.

## Sterlina di Man ed euro
La posizione del governo dell'Isola di Man è che se il Regno Unito decide di partecipare all'euro, allora sarà opportuno che anche l'Isola dovrà parteciparvi in qualche modo. Prima di tutto perché la maggior parte dei commerci sono con il Regno Unito e con l'Europa e la rottura dell'unione monetaria con il Regno Unito causerebbe danni economici all'isola, ed inoltre l'economia dell'Isola non è abbastanza grande da sopportare attacchi speculativi sulla sua valuta se la propria moneta dovesse oscillare libera sul mercato.[http://www.iomonline.co.im/ViewArticle2.aspx?SectionID=872&ArticleID=439538 Isle of Man Today]
(Jeremy Peat, Royal Bank of Scotland)
Il Tynwald ha approvato un Currency Act nel 1992 in preparazione dell'euro. L'Isola di Man vuole mantenere il proprio diritto di emettere la sua valuta, credendo che ciò sia un'importante affermazione pubblica della propria indipendenza, e l'atto permette l'emissione di una nuova valuta a parità con l'euro, nominata come sostituto. Il mantenimento della propria moneta permette anche al Tesoro dell'Isola di continuare a beneficiare degli interessi che derivano dall'emissione.
Le versioni di Man delle monete in euro sono già state elaborate ed anche quello per le banconote, tranne quelle da €500 che secondo il Tesoro non sono necessarie.
Tuttavia emettere una variante locale dell'euro può avere alcune difficoltà. Monaco, San Marino, Andorra e la Città del Vaticano non fanno parte dell'Unione europea ed hanno adottato l'euro come valuta. Ma anche se Monaco, San Marino ed il Vaticano hanno la loro versione delle monete in euro, non sono ammesse variazioni delle banconote in euro.
Inoltre se dopo la conversione all'euro i tassi di cambio fissati dalla Banca centrale europea causassero difficoltà economiche all'Isola di Man, non ci sarebbe la possibilità di ricorrere a finanziamenti forzosi ('compulsory funding') in base all'articolo 3 del Trattato di Maastricht.
Il Tesoro dell'Isola di Man teme che l'uso dell'Isola come 'paradiso fiscale' possa aumentare se fosse in Unione monetaria con l'intera zona euro, e ciò costituirebbe un'ulteriore causa di conflitti tra l'Isola di Man e l'Unione Europea.